# Luca Bellora
Luca Bellora (Gallarate, 4 gennaio 1965) è un ex giocatore di football americano e allenatore di football americano italiano.
Ha debuttato nella massima serie italiana nel 1984 con la maglia dei Frogs Busto Arsizio, vincendo subito il Superbowl italiano (che con i nero-argento vincerà altre tre volte) e, più tardi, l'Eurobowl; ha in seguito giocato nei Pharaones Milano (1 titolo italiano), nei Munich Cowboys (1 titolo tedesco), nei Rhinos Milano, nei Lions Bergamo (7 titoli italiani, 3 Eurobowl e 1 Champions League), nei Blackhawks Bergamo, nei Barcelona Dragons (1 titolo WLAF), nei Cologne Crocodiles (coi quali arrivò alle semifinali del campionato tedesco), negli Hogs Reggio Emilia, nei Seamen Milano e nei Leme Lizards. Con la nazionale ha partecipato ai campionati europei 1985, 1987, 1995 e 1997 (1 oro e 3 argenti) e al mondiale 1999 (quarto posto).
Ormai vicino ai quarant'anni, intraprese inoltre una carriera nel pugilato.

## Palmarès

### Nazionale
- 1 titolo europeo (Helsinki 1987)
- 3 medaglie d'argento all'Europeo (Milano 1985, Vienna 1995, Bolzano 1997)

### Squadre di club
- 1 World Bowl (Barcelona Dragons 1997)
- 12 Superbowl italiani (4 Frogs Busto Arsizio\Legnano: 1984, 1987, 1988, 1989; 1 Pharaones Milano: 1992; 7 Lions Bergamo: 1999, 2000, 2001, 2002, 2003, 2004, 2005)
- 1 Germanbowl (Munich Cowboys 1993)
- 4 Eurobowl (1 Frogs Legnano: 1989; 3 Lions Bergamo: 2000, 2001, 2002)
- 1 EFAF Champions League (Lions Bergamo 2000)